# فیات جی.۴۶
فیات جی. ۴۶ (به انگلیسی: Fiat_G.46) یک هواگرد ملخ‌پیشین تک‌موتوره از نوع نظامی آموزشی ساخت شرکت Fiat است. هواگرد فیات جی. ۴۶ نخستین پروازش را در ۲۵ ژوئن ۱۹۴۷ میلادی انجام داد. در مجموع، تعداد ۲۲۳ فروند از این هواگرد ساخته شده‌است.
طراح این هواگرد، Giuseppe Gabrielli بود.